# Arachnoparmena
Arachnoparmena is een kevergeslacht uit de familie van de boktorren (Cerambycidae). De wetenschappelijke naam van het geslacht werd voor het eerst geldig gepubliceerd in 1988 door Murzin.

## Soorten
Arachnoparmena is monotypisch en omvat slechts de volgende soort:
- Arachnoparmena zaitzevi Murzin, 1988